# Lille Lacrosse
Maillots
Lille Métropole Lacrosse est un club de crosse français fondé en 2007 et basé à la Halle de glisse de Lille. Depuis sa fondation l'équipe masculine évolue dans les différents tournois européens et le Championnat de Belgique. 
Depuis 2018, Lille Lacrosse est devenu une association sportive qui porte dorénavant le nom de Lille Métropole Lacrosse. Lille Métropole Lacrosse accueille aussi une équipe féminine et une équipe de jeunes entre 8 et 16 ans.

## Histoire
Lille Lacrosse fut créé en 2007 par un groupe d'amis avant d'attirer d'autres licenciés et de se développer. Les Lillois choisissent de se nommer les Spartiates en hommage aux guerriers de l'Antiquité qui ne renoncent jamais. Au fil du temps, le club s'est renommé les Wild Seagulls (les mouettes sauvages) en faisant références aux mouettes présentes sur les plages du nord de la France.

## Développement
D'abord pratiqué par un petit groupe de Lillois, ces derniers s'intègrent au sein d'autres équipes pour participer à des matchs à travers toute l'Europe. Désireux de faire grandir ce sport en France le Lille Lacrosse accueille depuis toujours les débutants et forme aujourd'hui un groupe d'une cinquantaine de licenciés.
Ce groupe permet au club de se déplacer en équipe complète et d'avoir une reconnaissance dans le monde de la crosse. Fort de cette reconnaissance, les Wild Seagulls du Lille Lacrosse participent désormais à diverses compétitions en Belgique, Pays-Bas, Allemagne et ont créé en 2009 leur propre tournoi le Boxmania.
En 2013, Lille Lacrosse remporte la première édition du Championnat de France. Elle est ainsi la première équipe française à représenter la France lors de la Ken Galluccio Cup, Coupe des clubs champions européens.
Lors de la saison 2019 - 2020, le club s'est agrandi en créant une section jeune U16, il s'agissait du premier club junior de crosse en France, et ces membres ont donc été officiellement les premiers enfants en France à participer à un tournoi de crosse le 26 Octobre 2019 à Gand. 

## Palmarès
Crosse en champ:
- Championnat de France (1): 2013
- Coupe belge : finaliste 2010
- Championnat belge : deuxième en 2011 et 2012

Crosse en salle :
- Boxmania : vainqueur 2010
- BBox : vainqueur 2011

Crosse de plage :
- BeachLax La Haye : vainqueur concours de costumes 2009, 2010